# میشل لو فلوکمون
میشل لو فلوکمون (انگلیسی: Michel Le Flochmoan؛ ۶ اکتبر ۱۹۵۱ – ۱۰ اوت ۲۰۲۱) بازیکن فوتبال اهل فرانسه بود.